# ラテカセ
ラテカセは、1970年代後半から1980年代前半まで発売されたラジオ、テレビ、カセットデッキの3機能が一体となったオーディオ機器である。

## 概要
「ラテカセ」の名称は「ラジオ・テレビ・カセット」の合成語で日本ビクター（現・JVCケンウッド）が命名した名称である。ラテカセを最初に製造したのは松下電器産業（現・パナソニック）で、1972年に初代の商品が発売された。
おおむね、メーカーごとに愛称が制定されており、日本ビクターではラテカセ（らてかせ）、ソニーではジャッカル（jackal、JACKAL）、日立製作所では見聞録（けんぶんろく）、松下電器産業ではトランザム（Trans Am）の愛称で呼ばれ販売されていた。また、東京芝浦電気（以下、および現・東芝）やシャープではマイクロカセットレコーダー内蔵機種も存在した。東芝の物はレコーダー部が取り外し可能である。アウトドア、旅行、行楽などでどこでも持ち歩けるため、当時は社会現象になるほどの大ヒット商品となった。価格は発売当時6万円から15万円と大変高価だった。
1981年に日本ビクターからカラーテレビ付きの進化したラテカセが誕生。機種形式 CX-50でカラカセの愛称で呼ばれていた。ラテカセは1984年までに1,000万台の生産数を記録し、1987年にすべての製品が生産終了した。
ラテカセが流行した当時は、深夜番組の全盛期でもある。若者が枕元でラジオを楽しむ嗜好に、テレビが加わる事で、ラテカセの存在感が大きくなった。
ラテカセはメーカーや型番によりAV入力端子を装備しているものと装備していないものが混在し、ビデオ映像のモニター専用機とする余地はあれど、後々の家庭用ビデオの普及からは取り残され、過去の歴史として幕を下ろした。地上デジタル放送もチューナーが接続できないので視聴は困難である。

## 形状
本体形状は、既存のラジカセと同様に持ち運びから据え置きまで立てたまま使用する形状と、使用する時だけ寝かせる形状とに大別できる。奥行きのあるブラウン管を内蔵する事情により、どうしても本体に奥行きを持たせる必要性があるため、主流となったものは後者で、前者の機種は極めて少ない。これら設計上の特徴は、発売初期のモノクロから後半のカラーまで共通する機能美であり流行でもあった。
前者はラジカセの顔をそのまま残し、後者はプライベートルームにおけるマイテレビとして、身近な存在感をアピールする販売戦略が採られた。特に当時は、日本製品の小型高性能が注目される風潮もあり、視聴視認性よりも画面の小さなテレビほど人気があった。これには既存のラジカセにテレビを内蔵しても、従来のサイズを維持できた事、そしてラテカセをマスコット的な存在として好んだユーザー側の気持ちと、それをメーカーも把握し商品に反映させた結果である。
乾電池の経済性は、ラテカセにとって不利に働いた。また、ブラウン管による消費電力の増大に伴い、乾電池の本数も増え、結果的に本体重量も増した。ユーザーもこの点には敏感に反応し、家庭用電源を用いる時間が長くなった。そのため、ラジカセのように気軽に持ち出す事には消極的だった。

## 関連製品
- 「ラテカピュータ」 - パソコンを内蔵したモデルが1979年ごろに存在した。200台ほどしか生産されなかった[1][2]。
- 液晶テレビ付きCDラジカセ

1990年代後半に日本ビクターやカシオなどのメーカーから発売された。CDグラフィックスやビデオCD再生機能を有してカラオケが楽しめる機種がほとんどだった。ただしカセットデッキを内蔵していない、「ラジカセ」の名前に反した機器もあった。テレビ放送の受信機能は持たず、単独でのテレビ放送の視聴は不可能。なお、映像入力端子を備えた機器もあり、その場合は外部機器との接続でテレビ放送の視聴は可能。
- 液晶テレビ・DVD付きラジカセ

上記の液晶テレビ付きCDラジカセに、DVD再生機能を付加した製品として、現在も発売されている。日本国内大手メーカーでは製造しておらず、専ら海外メーカーの製品である。USB端子やSDメモリーカードの挿入口を備え、フラッシュメモリに記録した動画を再生する機能を持つ製品も多い。ただしカセットデッキは内蔵しておらず、正確な意味でラジカセとは言い難い。またデジタル放送の受信機能は備えておらず、さらには映像入力端子も備えておらず、テレビ放送の視聴は不可能である。

## 評価
- 松下電器産業のラテカセ「ナショナル カラートランザムX30」のCM（1980年に放送）をテクノポップバンドのP-MODELが担当しており、P-MODELの「偉大なる頭脳」（1980年発売の1stアルバム『IN A MODEL ROOM』に収録）の歌詞にも「ラテカセ」が登場する。P-MODELの平沢進が『VIRTUAL LIVE』（1999年発売）のライナーで評したところによると、「80年代の産業は売るべきものを売り尽くし、すでに売ったものの形を大きくしたり小さくしたり、はたまた幾つかのジャンルを組み合わせたものを新製品と呼んでいた」。